# آی‌پد مینی (نسل چهارم)
آی‌پد مینی (نسل چهارم) (به انگلیسی: iPad mini 4) چهارمین نسل از آی‌پد مینی، تبلت ساخت اپل است که به همراه آی‌پد پرو به تاریخ ۹ سپتامبر ۲۰۱۵ معرفی و همان روز روانه بازار شد. این دستگاه در واقع جایگزین آی‌پد مینی ۳ شد، تنها مدل آی‌پد مینی است که دارای ۱۲۸ حافظه فلش است.